# Turbinicarpus
Turbinicarpus je biljni rod iz porodice kaktusovki raširen po sjeveroistočnom i jugozapadnom Meksiku.

## Vrste
1. Turbinicarpus alonsoi Glass & S.Arias
2. Turbinicarpus boedekerianus García-Mor., Gonz.-Bot., Matusz., Nitzschke & Iamonico
3. Turbinicarpus gielsdorfianus (Werderm.) V.John & Ríha
4. Turbinicarpus graminispinus Matusz., Myšák & Jiruše
5. Turbinicarpus heliae García-Mor., Díaz-Salím & Gonz.-Bot.
6. Turbinicarpus hoferi Lüthy & A.B.Lau
7. Turbinicarpus laui Glass & R.A.Foster
8. Turbinicarpus lophophoroides (Werderm.) Buxb. & Backeb.
9. Turbinicarpus × mombergeri Ríha
10. Turbinicarpus nikolae Šnicer, Myšák, Zachar & Jiruše
11. Turbinicarpus pseudopectinatus (Backeb.) Glass & R.A.Foster
12. Turbinicarpus × pulcherrimus Halda & Panar.
13. Turbinicarpus × roseiflorus Backeb.
14. Turbinicarpus saueri (Boed.) V.John & Ríha
15. Turbinicarpus schmiedickeanus (Boed.) Buxb. & Backeb.
16. Turbinicarpus swobodae Diers
17. Turbinicarpus valdezianus (H.Moeller) Glass & R.A.Foster
18. Turbinicarpus viereckii (Werderm.) V.John & Ríha

## Sinonimi
- Gymnocactus Backeb.
- Gymnocactus John & Riha
- Lodia Mosco & Zanov.
- Normanbokea Kladiwa & Buxb.
- Pseudosolisia Y.Itô
- Toumeya Britton & Rose